# Pseudopanurgus labrosiformis
Pseudopanurgus labrosiformis är en biart som först beskrevs av Robertson 1898.  Pseudopanurgus labrosiformis ingår i släktet Pseudopanurgus och familjen grävbin. Inga underarter finns listade i Catalogue of Life.

## Bildgalleri

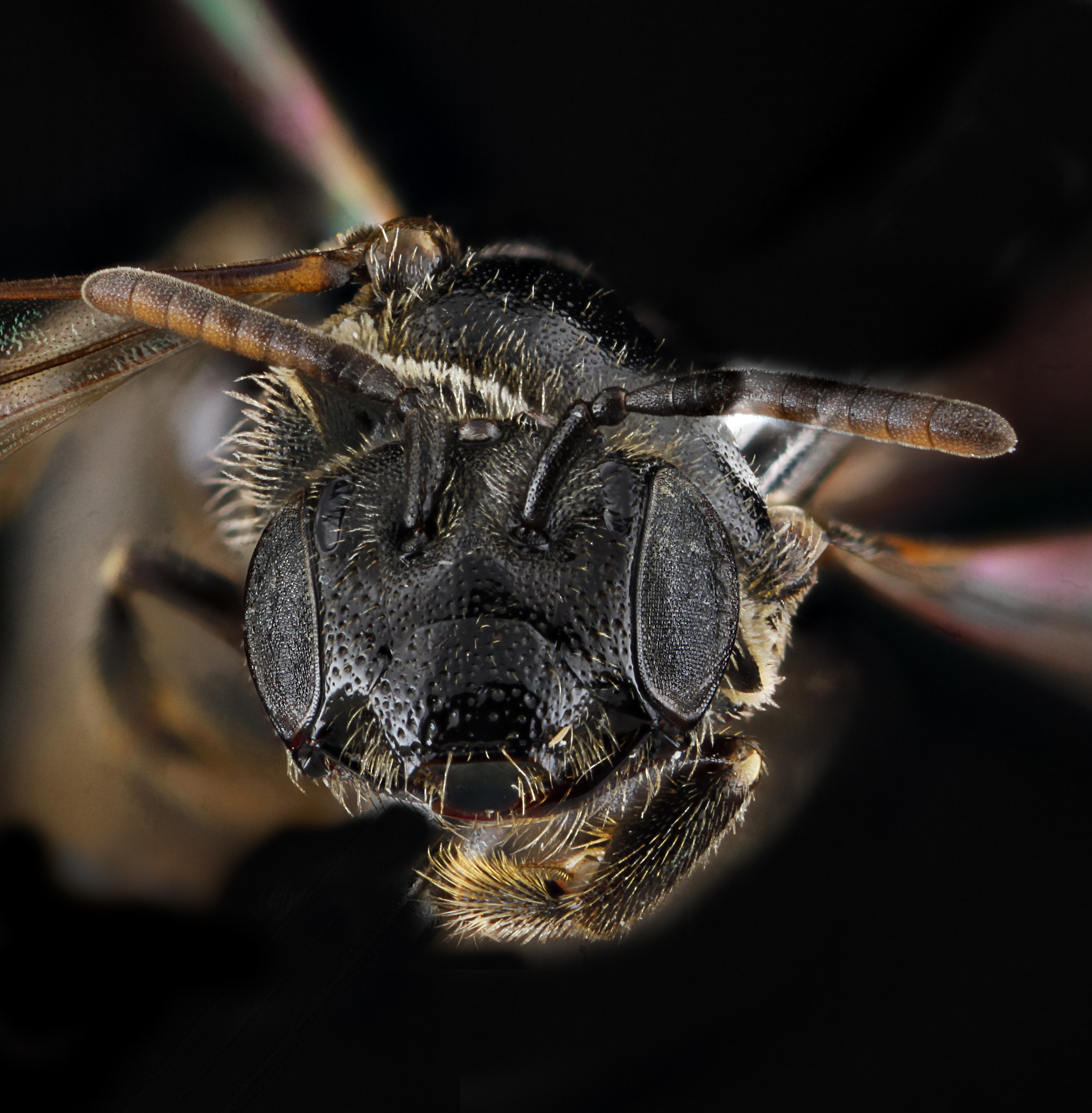